# デビルマンレディー
『デビルマンレディー』（DEVILMAN LADY）は、『モーニング』に連載された永井豪による日本の漫画。本作品を原作として、同名のテレビアニメも作られた。
基本的には『デビルマン』の設定を男女逆転させた形を取っているが、漫画版とアニメ版では設定・ストーリーが大きく異なり、漫画版では『デビルマン』の世界のパラレルワールドという位置づけで不動明も登場するが、スター・システムで宇津木涼も登場する作品となった。アニメ版は完全に独立した作品として完成している。

## 漫画版
1997年7号から2000年30号まで『モーニング』で連載された。単行本（モーニングKC）は全17巻、文庫版（講談社漫画文庫）は全9巻。文庫版は単行本に収録された内容に、結末まで含めてさらに加筆してある。終盤ではデビルマンとの絡みの場面もある。
『チャンピオンREDいちご』2013年7月号（Vol.38）から11月号（Vol.40）まで番外編的な『キューティーハニー対デビルマンレディー』が連載された。

### あらすじ
高校教師の不動ジュンは水泳の元オリンピック選手でテニス部顧問。日頃から「戦いたい」という体の疼きにさいなまれている。ある日、合宿中にビースト化した大学生に襲われ、生徒たちが次々とビーストの餌食になっていく。とうとうジュンも襲われて死を覚悟した瞬間「デビルマンレディー」として覚醒、ビーストを皆殺しにする。この事件はアスカ蘭がジュンをデビルマンレディーとして覚醒させるため裏で仕かけたものであり、ジュンはアスカに反発しつつも自らの「戦いたいという欲望」を満たすため、ビーストとの戦いを続ける。

### 登場人物

#### 主要人物
不動 ジュン（ふどう ジュン） / デビルマンレディー
本作品の主人公。幼少のころから強い闘争心を持ち、それを抑えるために様々なスポーツに打ち込んでいた。
水泳部の合宿の際にアスカ蘭の策略でデビルマンレディーに覚醒し、一時は苦悩するがそれを早期に受け入れ闘争心の欲求を満たすためにデビルビーストとの戦いに挑む。
ストーリーの項の通り職業は高校教師だったが、後に戦いを重視するために（周囲には水泳選手に復帰するためとして）退職。

アスカ 蘭（アスカ らん）
H・Aに所属する超能力者。金髪のロングヘアに青い瞳の美女。アメリカ出身で本名はアスカ・ランジュラン。ジュンがデビルマンレディーに覚醒するよう裏で仕込んだ張本人だが、次第にジュンと打ち解け親友となる。
また、変身したジュンの姿に、作中世界の人気漫画『デビルマン』から取って「デビルマンレディー」の名を付けたのもアスカである。
実はジュンの父親違いの姉であり、後に自らの手で生みの母を殺めることになる。

不動 明（ふどう あきら）
作中世界に存在する人気漫画『デビルマン』の主人公。
アスカがジュンの苗字が同じ「不動」であることや、変身した姿の類似点の多さから、彼から取ってジュンの変身した姿に「デビルマンレディー」の名前を与えた。
序盤のジュンとアスカの会話のイメージシーンで登場するが、ジュンが生きたまま地獄に落ちた際にその姿を現した。地獄を彷徨いながら、現世での戦いのリターンマッチを挑んでくるデーモン（主にシレーヌ）と戦ったりしていた。現世からやってくる亡者の増加に疑問を持ち、霊のままで現世を調査するが、自身の存在した歴史がすっぽり抜け落ちており、漫画作品としてのみ存在していることに驚愕する。ジュンと出会って以降、さらに深まった謎を解こうと時間を逆行して調査を行いつつジュンやアスカに干渉する。

宇津木 涼（うつぎ りょう） / ダンテ
永井の別作品『魔王ダンテ』の主人公。詳細は当該項目を参照。

#### H・A関係者
不動 真人（ふどう まさと）
ジュンの父。デビルマン研究の権威。後にH・A長官となる。
早見 青二（はやみ せいじ）
刑事。デビルビーストが関わる事件で知り合って以来ジュンに好意を寄せている。
グルメク大使館の事件で死亡するが、ジュンが地獄から帰還するとその事件どころかグルメクという国その物が最初から存在しなかったことになっており、彼の死も無かったことになった。
ジム・ランガー / デビルマンライガー
海外からやって来た、もう1人のH・A所属のデビルマン。
人間としての自分とデビルマンとして自分は「別の存在」と割り切っている。名の通り、ライガーがモデルのデビルマンに変身する。
黒崎 あおい（くろさき あおい） / 二重人格のビースト / デビルマンノワール
学生時代のジュンのライバルのスイマー。母が再婚した義理の父から日頃色目で見られ不審に思っていた。新品の競泳水着に釣られて試着したところを義父にレイプされ、そのショックで二重人格のデビルビーストとして目覚め義父を食い殺す。 しかし意見の相違から分裂。デビルマンレディーに助けられた。あおいの部分は以前とは比べ物にならない小柄な体に縮んでしまったが人間に戻ったように思われたが後にデビルマンとしてH・Aに加わる。
H・Aに加入するころにはジュンに恋をしており、彼女を愛するあまり女性的な顔と胸を持つ筋骨隆々な男性の体つきになり、遂には股間から男根が生えてしまった。そのジュンへの妄執はダンテ教団に拉致されて感化されてから明確になり「自分たちは自由な生き物で人間が作ったルールに縛られることはない」「力さえあればジュンを犯すこともできる」と考えるようになっていった。そしてジュンとアスカがレズ行為をしてる間に割って入りジュンをレイプする。
一度はレディーに変身してノワールを跳ね飛ばすが基本的身体能力が上回るノワールは再びレディーを組み伏せて犯す。ペニスからは媚薬的成分が出ているようで普段レイプされた時恐怖や苦痛の反応しか示さないレディーが快楽の反応を示し、その肉体的反応をもって自分の愛を受け入れたと断定する。文字通り獣の交尾でレディーを落としかけるが息を吹き返したアスカによって引き剥がされる。空中に逃げるレディーにしがみつくがアスカに手首を破壊され、飛行能力を持たないノワールは最後までジュンへの愛を叫びながら転落していった。
瀕死の重傷を負ったノワールは地獄から這い出したシレーヌの霊と融合。黒い羽を持ったシレーヌノワールとでも言うべき姿に生まれ変わった。融合後は完全に意識をシレーヌに乗っ取られたようで戦いのあと倒れたレディーを見てもなんの反応も見せずに飛び去っていった。
二重人格のビースト
黒崎あおいが変身するデビルビースト。義父への憎悪やジュンへの妄執といった押し隠していたあおいの感情がもう一つの人格を作り上げ二重人格のビーストとなる。
鎖骨の部分にサメの歯のような人面疽が浮かびあおいとも会話できる。独立したビーストの人格は「ジュンを食べたい」とまで暴走していきサメ型デビルビーストへ進化する。
デビルマンノワール
黒崎あおいが変身するデビルマン。「ジュンに近づきたい」という妄執があおいに与えた第3の変身。ノワール(黒)の名の通り肩・前腕部・胸から下が黒い体毛に覆われておりヤギのような角が生えている。角は自分の意志で稼働させたり伸ばしたりできる。基本的な身体能力はレディーを上回るが飛行したり気功波のたぐいを撃ったりはできない。

#### その他の人間
不動 光（ふどう ひかる）
不動ジュンの弟。姉がデビルマンレディーに覚醒したことは知らないが、覚醒後のジュンの変化に戸惑う。
「タレちゃん」と呼ばれている。容姿は不動明に似ているが役割は『デビルマン』の牧村美樹の弟・牧村健作に近い（こちらの愛称も「タレちゃん」である）。文庫版追加ページにおいて、暴徒に襲われた際、美樹共々デビルマンに覚醒する。
平田 美樹（ひらた みき）
光の彼女。気が強く、ことある時には平手がとぶので、ついたあだ名が「平手の美樹」。
文庫版追加ページでレディーそっくりのデビルマンに変身する。
里見（さとみ）
ジュンが務める学校の教員。ポッチャリ系の女性で色気より食い気な性格。非常に博学で、ジュンが抱いた疑問を解説する。
晴美（はるみ）
中高生らしきコギャルだが、麻薬の売人に引っかかり、クスリ漬けにされたことがきっかけでビースト化し、クスリと引き換えに宝石強盗をやらされていたが売人を皆殺しにしてしまう。ちょろまかした宝石を母親に見せようとするが水商売に堕ちた母親には相手にされず、売人の元締めであるヤクザに捕まった際に変身して暴れはじめる。ジュンと戦いながらさらにビースト化を進行させるが、乱入してきたデビルマンライガーに殺される。
「ネオデビルマン（第2巻3話「デビルマン イン ザ ダーク」）」にて、本編での死後、地獄に落ちた先で明と出会う（正確には明は名乗っていない）。明を追って来たシレーヌとの戦いに巻き込まれるが、そのショックで事件が起きる切っ掛けとなった時間まで逆行、クスリを買うのを撤回して去る。

#### ダンテ教団
ユダ 平岡（ユダ ひらおか）
デビルビーストとなった者たちを率いる男。自身も半人半獣のデビルビーストに変身する。
マリア
半人半獣のデビルビーストに変身。獣の部分には猫の顔がある。

#### 地獄界
作中世界の異次元世界のひとつであり、闇の牢獄とも言われ、神の定めた法則性にそぐわないという理由だけで無数の魂が閉じ込められており、弱肉強食の世界を形成している。

##### デーモン
『デビルマン』に登場した悪魔たち。最終戦争により地獄に堕ちたが実力者として支配者なり闘争を続けていた。地上へ戻ろうとするジュンと明の前に立ち塞がる。
ジンメン
デビルマン本編よりも巨大化。高速回転による飛行や腹に逆さまの顔が浮き出ていてその目からは光線も発射できる。
地獄でさらにデビルマンに倒されたことによってようやくジンメンの甲羅に縛り付けられていた人々の魂も開放される。
シレーヌ
デビルマン本編のラストバトルと同じカイムと合体した状態で登場。デビルマンへの対抗意識は不動明の意識に取り込まれたアモンに対する未練であることを見抜かれたことを恥じメドゥーサに頼んで自らを石像に変える。現世復活後は瀕死のデビルマンノワールと融合し黒い羽を持った体に実体化する。
カイム
デビルマン本編のラストバトルと同じシレーヌと合体した状態で登場。途中から分離しデビルマンを道連れに火口に飛び込むがデビルマンに体内に潜り込まれ失敗する。現世復活後は片思い同士波長があったのか早見と融合して実体化する。
魔王 /  魔王ダンテ
魔王ゼノンの本体。宇津木と融合して実体化するが意識を乗っ取られ魔王ダンテとなってしまう
魔王ゼノン
デーモンの王。本作では複数のデーモンの融合体であることが判明している。本体の魔王(ダンテ)に3つの顔(中央＝デビルマンライガー、右側＝ユダ平岡、左側＝マリア)
ヴラヴァ
本作が初登場のデーモン。最終戦争でデビルマン軍団と戦ったデーモンの一人で千人のデーモンを束ね、デーモンの王を自称している(その上にはゼノンやサタンがいるのだが)デーモンが現世に復帰する計画を進行させていて彼をブラヴァ神と崇めるクルメク共和国の大使館員を使って現世に出現しようとしたのもその計画の一環だった。
行方不明事件の調査に来たジュンを薬で麻痺させ大使館員たちに輪姦させる。これは奇しくも不動明をデーモンと融合させようとした飛鳥了のサバトと同じ手法で皮肉にも主人公のジュンがデーモンとの合体の"道具"にされてしまう。
そして大使館員がブラヴァとの融合に成功。ジュンは十字架に磔にされ生贄にされそうになるがここで地獄と空間が繋がり、ジュンは磔から逃れ、他の大使館員たちは地獄にいたヴラヴァの眷属のデーモンと融合されてしまう。
磔の戒めから逃れたジュンは地獄での戦いでパワーアップしてブラヴァ神にリベンジを挑む。しかしそれでもブラヴァとの力の差は歴然でブラヴァを見ただけで怯えてしまう。精神力の強さが勝敗を左右する地獄においてこれは致命的で、パワーアップして飛行能力が付いたにも関わらず即座にブラヴァに鎖で捕らえられ再び十字架に磔にされてしまう。
すでにジュン＝デビルマンレディーの肉体を堪能したヴラヴァはレディーを眷属のデーモン軍団に投げ与え自らはデビルマンとの戦いに向かう。眷属のデーモン軍団は今度はレディーを再び輪姦する。これまでジュンはレイプできてもレディーをレイプできるデビルビーストなど存在しなかったのでデーモンとの格の違いを見せつける結果になっている。
この地獄でのヴラヴァ軍団との敗北・輪姦といった記憶は現実世界に戻ると消えてしまったがパワーアップした能力とともに潜在意識に残り、その敗北とレイプへのトラウマは以前よりパワーアップしたにもかかわらず格下のデビルビーストに組み伏せられ、犯されるという弱点として残ってしまった。
後にヴラヴァとその眷属は受肉して現世に復活し、レディーはラグウドラと再戦して借りを返すがブラヴァとは再戦の機会がなかったので終始圧倒され、凌辱され、結局最後までブラヴァには勝てないと言う結果で終わっている。
デビルマンレディーにとって天敵とも言える存在。
ラグウドラ
本作が初登場の4本腕のデーモン。ヴラヴァの眷属の戦士でブラヴァの一の部下。ヴラヴァの副官にあたる。
デーモンの輪姦からデビルマンに助けられて脱出したレディーを再び捕え、デビルマンとヴラヴァが戦う際ヴラヴァが不利になった場合の人質にする。
レディーを人質として腹の口に捕まえていたが脱出される。しかし再び捕らえ、4本の腕でレディーの四肢をつかんで引き裂こうとするが逆に助けに来たデビルマンに八つ裂きにされてしまう。
レディーはラグウドラにも勝てないままだったが後にデーモンが受肉して現世に復活した際のデビルマンレディーとの再戦に敗れてしまう。

##### その他
地獄とはいえ、多くの亡者は無力な一般人であり、デーモンや魔物化した存在に蹂躙され続けているが、一部には例外も存在する。
グルメク大使館員やその家族
ボリスによって催されたサバトで、デーモンとの合体が起こらないまま地獄に堕ちた者たち。太子夫人やその息子もいたが、地獄では無力な存在に過ぎずケルベロスに喰われ続けている。
デビルマンの男性
地獄に堕ちたことで記憶を失い、亡者として蹂躙されていたがデーモンと戦うレディーの姿にデビルマン軍団の1人だったことを思い出し変身。ごく平凡な中年男性から角の生えた狼男のような姿となってデーモンと戦ったが、敗北してリタイアした。

#### サタンとミカエル
サタン
劇中世界の人気漫画『デビルマン』のラスボス（また神話上の魔王としても存在）。不動明と戦ったデーモンを統べる大魔神にして、両性具有の堕天使。天使だったころの名はルシファー。不動明やデーモン同様に架空の存在。

ミカエル
H・Aを陰で操っていた天使。サタンである飛鳥了（ルシファー）と瓜二つの容姿を持つ。

## 書誌情報
講談社 モーニングKC（全17巻）
1. 1997年7月19日発売 ISBN 978-4-06-328527-7
2. 1997年10月21日発売 ISBN 978-4-06-328542-0
3. 1998年1月21日発売 ISBN 978-4-06-328556-7
4. 1998年4月21日発売 ISBN 978-4-06-328571-0
5. 1998年7月21日発売 ISBN 978-4-06-328587-1
6. 1998年10月20日発売 ISBN 978-4-06-328605-2
7. 1999年1月20日発売 ISBN 978-4-06-328614-4
8. 1999年4月19日発売 ISBN 978-4-06-328624-3
9. 1999年7月19日発売 ISBN 978-4-06-328641-0
10. 1999年10月20日発売 ISBN 978-4-06-328656-4
11. 1999年12月14日発売 ISBN 978-4-06-328665-6
12. 2000年2月21日発売 ISBN 978-4-06-328675-5
13. 2000年3月21日発売 ISBN 978-4-06-328680-9
14. 2000年4月19日発売 ISBN 978-4-06-328686-1
15. 2000年5月22日発売 ISBN 978-4-06-328691-5
16. 2000年7月18日発売 ISBN 978-4-06-328698-4
17. 2000年8月21日発売 ISBN 978-4-06-328704-2

講談社漫画文庫（全9巻）
1. 2000年7月12日発売 ISBN 978-4-06-260790-2
2. 2000年7月12日発売 ISBN 978-4-06-260791-9
3. 2000年8月8日発売 ISBN 978-4-06-260805-3
4. 2000年8月8日発売 ISBN 978-4-06-260806-0
5. 2000年9月12日発売 ISBN 978-4-06-260819-0
6. 2000年9月12日発売 ISBN 978-4-06-260820-6
7. 2000年10月12日発売 ISBN 978-4-06-260842-8
8. 2000年10月12日発売 ISBN 978-4-06-260843-5
9. 2000年11月10日発売 ISBN 978-4-06-260857-2

『Lady Devilman』講談社
2004年12月1日発売 ISBN 978-4-06-307861-9
スクリーミング・マッド・ジョージが、アメリカ人モデルに特殊メイクを施し、さらにCG処理を行って『デビルマンレディー』の世界を独自に表現した「写真集」。

## アニメ版
1998年10月10日から1999年5月8日まで毎日放送（MBS）製作で『あにめシャワ〜』枠内で放送された。全26話。当時、『あにめシャワ〜』枠史上最高の視聴率（5%余り）を記録した。関東地区では独立局でネットされたため、UHFアニメにも分類される。1999年にユニバーサルミュージック株式会社よりLDとVHSが、2002年にDVD-BOXが発売。2011年には、ニコニコ動画とGYAO!で相次いで配信が開始された。また、1999年6月24日に（有）フェイスより発売された『デビルマンレディー ハイビジュアルカードコレクション』や、2012年に登場した藤商事の『CRデビルマンレディー』も、アニメ版を主なモチーフとしている。2019年にはBlu-rayBOXが発売される。Tubiに追加されました。
設定、展開とも原作とは大きく異なり、『デビルマン』やその他の作品とのつながりのない、完全に独立した物語である。作風についても、原作の暴力的、終末的、官能的雰囲気は継承しつつも、ギャグシーンなどは一切ない、一貫してシリアスな作品となっている。一方で、不動明を彷彿とさせる真紀猛をはじめ、オマージュやパロディが多々散りばめられている。
漫画版『デビルマン』とは主人公の性別が変わっているだけでなく、ジュンと明、アスカと了、そしてビーストとデーモンと神、それぞれの立ち位置や運命が絶妙な対になっている。さらに、力ある者がその使われ方によって「神にも悪魔にもなる」ことや、主人公と主要登場人物との同性愛的関係、異端となった者たちが受ける苦しみ、そしてそれら全てを通して描かれる「人間とは」というテーマは、漫画版『デビルマン』、ひいては永井豪作品の特徴的要素であるが、本作品もそれを強く意識した作りになっている。これらのことから、本作品は「『デビルマンレディー』のアニメ化」であるだけなく「漫画版『デビルマン』の再解釈・再構成」としての側面を持った作品に仕上がっている。
また、監督の平野俊貴や構成の小中千昭は、本作品を「ホラー」と位置づけており、その演出と展開により、原作に比べ非常に陰鬱かつ不穏な雰囲気となっている。「人間が異形の怪物となる」という荒唐無稽かつ古典的な設定ではあるものの、東京とその近郊の実在する場所を主な舞台とし、登場人物の仕事や生活の風景を丹念な取材やロケハンを基に描写、加えて、雰囲気を放映当時の社会的背景（相次ぐカルト宗教関連事件や猟奇殺人、通り魔など、異常な事件の頻発による社会不安、世紀末に伴う陰謀論や終末論への注目、長引く景気低迷による閉塞感など）に絶妙にマッチングさせることにより、視聴者と同じくどこにでもいる一般の人々が日常の中で突然恐怖に巻き込まれる不条理をリアルに描き出すことに成功している。
作画の質の問題や（制作の項を参照）、作中世界としては一応の大団円であるものの、主要登場人物、とりわけ主人公ジュンが辿る運命があまりに悲愴で、結末に至るまで完全に救われたとは到底言い難い展開であることなどにより、放映終了から二十年以上が経過した現在も、続編やリメイクを望む声は根強い。

### 制作（アニメ版）
その制作にあたっては、週1回脚本家が集まって会議を行い方向性の統一を図るといった試みや、テレビアニメという枠組みの中で出来る限りの現実感・実写感を醸成すべく、舞台を都内や東京近郊の実在する場所とし、それを丹念なロケハンや取材と、慎重な色彩設計に基づきリアルに描き出す、といった工夫と努力がなされた。
デザインについては苦労が多かったようで、例えば、一般的にアニメでは人物の服装はあまり変わらないことが多いのに対し、本作品の登場人物たちは現実と同じく毎回違う服装であり、ジュンなどに至っては変身の度に服が破れ、なおかつモデルという職業もあいまって頻繁に服装が変わる。そのため、キャラクターデザイナーの西岡忍は膨大な数のファッション雑誌を購入し、悪戦苦闘することとなったという。また、色彩設計の中山久美子は原色など、いわゆるアニメっぽい色を避けるよう監督に念を押されていたといい、加えて本作品は夜や地下など暗めのシーンが多いことや前述の服装の膨大な種類も重なって、その色彩設計にはかなり苦労したという。
一方で、本編の作画については安定したとは言い難く、回によってキャラクターの顔がかなり違ってしまっている。これは、各作画監督の個性や力量の違いはもちろん、西岡のデザインが美しい反面、非常に繊細で再現が難しかったことが大きな原因である。しかし、当の西岡は多忙から本編にはほとんど関われず、その悔しさを唯一作画監督を担当した最終話やLDジャケット、『デビルマンレディー アニメーションメモワール』の描き下ろしなどにぶつけたといい、その甲斐あってそのどれもが極めて質の高い仕上がりとなっている。特にLDジャケットについては、本編の猟奇的かつ官能的な雰囲気を非常に美しく表現することに成功しており、平野俊貴や小中千昭に「本編は暴力描写や性描写を自主規制せねばならない中での表現であって、LDジャケットの雰囲気こそが本来描きたかったものである」と評されている。
音楽は、渡辺宙明の実子の渡辺俊幸が作曲した。当時のテレビアニメとしては珍しく、フルオーケストラによる収録が行われた。
スタッフには、小中千昭、諸冨洋史、古怒田健志、村井さだゆき、長谷川圭一、赤星政尚、丸山浩など、平成ウルトラマンシリーズに関わった人物が多い。その中でも、脚本の古怒田、長谷川、赤星、モンスターデザインの丸山は、本作品がアニメデビュー作である。
なお98年1月に、永井のかつての恩人でもあった石ノ森章太郎が死去したことを理由に、『仮面ライダーシリーズ』を踏まえた怪人がベースとされていることを機に、平成・令和でも一時的に採用されたことがあった。

### あらすじ（アニメ版）
美貌の人気ファッションモデルである不動ジュンは、ある夜突然、アスカ蘭と名乗る女性の訪問を受け、人気の無い倉庫へといざなわれる。閉じ込められたジュンは、人が異形の獣「ビースト」になる恐ろしい光景を目の当たりにする。ビーストに襲われ崩れ落ちるジュン。刹那、彼女の眼に妖しい光が宿り、その肉体は恐ろしくも美しい獣へと変貌を遂げる。ビーストの姿でありながら人の心を持ち続ける「デビルマン」に。本能の赴くままにビーストを葬るも、我に返った瞬間その事実に戦慄するジュン。しかしそれは、「ビーストハンター」として、「デビルマン」として、そして「人間」としての、彼女の過酷な運命のはじまりに過ぎなかった。

### 登場人物（アニメ版）

#### 主要人物（アニメ版）
不動ジュン
声 - 岩男潤子

アスカ 蘭
声 - 嶋村薫
HAの日本支部支部長。22歳。身長175cm、B型。日本人の父と米国人の母を持つハーフ。
長いストレートの金髪に碧眼、長身かつグラマラスな容姿は、仕事柄美女を見慣れているはずの和美がモデルと勘違いするほど。性格は冷静沈着でシニカル、高慢で、自分の弱さを表面に出すことは滅多になく、真意を図り難い人物である。やや難解な学術用語や抽象表現をよく使い、誰が相手でも変わらぬ態度と口調で接する。それは、ジュンや前田に対してはもちろん、はるかに年上である瀬田や、敵であるサトル、果ては米国大統領に対してすら崩されることはない。時間にうるさく、秒単位を口にする。日本を「自分の最も嫌いな人間が生まれた国」と称している。
原作での「ジュンとは異父姉妹」という設定はない。また、前田が入手した資料内で、その名の綴りが“Run Asuka”であることがわかるが、本作品の英語版（Devil Lady）での名前は"Lan Asuka"、イタリア語版では"Ran Asuka"となっている。
ジュンを自分の飼い犬であるかのように扱う。和美のことをジュンの「ペット」と表現したり、変身をためらったジュンに「2〜3発ぶち込んでも死にはしない」と銃口を向け脅すなど、その言動と行動は非常に高圧的でサディスティックである。また、物語後半ではベイツを実験体として拘禁した挙句、自らの肉欲を満たすための慰み物とするなど、そのエゴイスティックな性癖の対象は、ジュンに留まらない。ただ、やはりジュンのことは特別視しており、第1話でウルヴァーの攻撃によりジュンが瞬間的に生死不明となった際には大きく取り乱したり、その後もたびたび戦闘後の彼女を労わる振る舞いを見せるなどしている。しかしその様子も物語が進むにつれ徐々に変化し、謎が深まっていく。
実は、人類で唯一「オーキッド因子」と呼ばれる因子を保有しており、ビースト化することのない存在。女性であると同時に男性であり、普段は薬で男性の部分を抑えている。ジュンとの会話において、自身の運命を呪った＝ジュンと同じく自分自身を愛せなかったこと、ジュンを初めて見た時から彼女に強い想いを、欲望を抱いていたことを告白している。
終盤で、日本におけるビースト関連の事件は、ビーストの増殖率と抑止力を測るべくアスカと米国により仕組まれたものであり、日本を壮大な実験場として選んだのも彼女であったこと、そして全ては、アスカが人類の究極の最終形態「ゴッドチャイルド」へと進化するための礎であったことが明かされる。
ゴッドチャイルドへの進化以前は、劇中明確に特殊能力を発揮する描写はないが、サトルのサイコキネシスに抵抗したり、小暮泉がビーストであることを見抜いている様子であったり、前田の銃撃が命中した様子であるにもかかわらず平然と起き上がったりと、常人との違いを見せている。
なお、漫画版『デビルマン』の飛鳥了とは、名前と容姿の相似とは裏腹に、その目的はむしろ正反対に近い。
ゴッドチャイルド
アスカ蘭の変身した姿。第1形態と第2形態（戦闘形態）がある。デビルマンやビーストと違い、第1形態で既にギガレディーと同等の巨体である。
アスカは自らが愛した「最後のビースト」たるジュンを屈服させ、インフェルノに落としたことで、ゴッドチャイルドへの進化を果たし、巨大な幻影となって世界各地の空に出現。地上に神の国を作り出そうとするが、アスカを自らの手で討つ決意をしたジュンとの激闘の末に消滅した。主な攻撃方法はいわゆる飛び道具で、相手を捕縛する帯状の光線や、天からの雷撃、キノコ雲を発生させるほどの破壊力を持つ光弾、マシンガンのように超高速での連発が可能でギガレディーの両腕をも切断した光の矢など、多彩かつ強力である。
なお、第1形態の意匠は漫画版『デビルマン』におけるサタン、第2形態は同作のシレーヌ、また雷による攻撃はアニメ版『デビルマン』最終話の敵である妖獣ゴッドのオマージュである。
滝浦 和美（たきうら かずみ）
声 - 村井かずさ
読者モデル出身のモデルの卵で、18歳の女子高生。モデル事務所「オフィスフィーメ」所属。
ジュンのことを「ジュンちゃん」と呼び、姉のように慕う。また、ジュンはプロのモデルとして尊敬し憧れる存在でもあり、ジュンが仕事に対し無責任かつ卑屈な発言をした際には苦言を呈している。ジュンのような大人向けの仕事を早くしたいとしきりに発言したり、身長を気にしていたりと、本人は現状にあまり満足していないが、マネージャーに高校卒業後のモデルへの専念を打診されるなど、モデルとしての資質は十分にあるようである（なお、マネージャーの打診に対しては、大学進学を希望している旨を答えている）。
肝心な時に方向音痴になるが、それによりオーディション会場とその隣のビルを間違えたことで、ジュンとの最初の出会いを果たす。
なお、アスカからはジュンの“ペット”、サトルからは“恋人”と呼ばれている（これは単に2人が仲が良いからなのか、ジュンもしくは和美の深層にある欲望を見透かしての発言なのかは、明確な描写はない）。
サトルの差し向けたビーストたちに両親を殺害され、ビーストたちとジュンの戦いにより自宅も崩壊する。その後、ジュンのマンションに押しかけて強引に同居するようになる。反抗期ゆえか両親を煙たがっていたが、両親を一度に亡くしたショックは抑えきれず、ジュンとの会話において口とは裏腹に両親の死に涙した。ジュンに愛情を求めるも、深夜に頻繁に外出したり約束を反故にするなど不審なジュンの行動に困惑し、彼女とすれ違っていく。ある日、ジュンをおびき出すエサとしてサトルとガーディアンクロウに拉致され、彼女がデビルマンである事実を知る。が、同時にジュンが和美を守ろうと苦悩しつつ必死に戦い続けていたことを理解し、彼女への想いはより強く深いものへと変わっていった。その後サトルとクルセイダーズにまたも拉致され意図的に覚醒を促されたことで、自身もデビルマンとなり、戦いで倒れたジュンを救出する。あらためてジュンと向き合い、お互いへの想いを再確認したことで、彼女と共に生きていくことを願い、一緒に戦う決意を固める。だが、念願の2人での生活の再開が叶ったのも束の間、ナペリウスとの戦いで致命傷を負う。和美はジュンへの想いを口にしつつ、彼女の腕の中で息を引き取る。亡骸はジュンの手で2人がかつて同居していたマンションへ運ばれた後、2人が愛を確かめ合った思い出の海辺で、彼女に火葬された。その後、ジュンが堕ちたインフェルノで、亡者となってつかの間の再会を果たす。磔となったジュンが他の亡者たちから責められる中、和美だけはジュンを激励し、彼女の復活のきっかけを作った。戦いが終わり、世界に平和が訪れた後、ジュンは街中ですれ違った少女に和美の面影を見た。
『デビルマン』の牧村美樹をイメージして作られたオリジナルキャラクターであり、デザイナー西岡忍曰く「和美にカチューシャを付けると、美樹になる」。製作スタッフの思い入れの強いキャラクターでもあった。

#### HA・サミュエルソン研究所関係者
ジェイソン・ベイツ
声 - 中尾隆聖
サミュエルソン研究所の研究員で、デビルマン。ジュンとは対照的にデビルマンとしての肉体に誇りを持っている。
ジュンに対しては当初より興味を表明すると同時に、精神的な弱さを蔑視し、たびたび叱咤したり誘惑したりする。漫画版のジム・ランガー/デビルマンライガーがモデルとされている。アスカとの関係は劇中明確には語られないが、キスを交わすなど、米国で浅からぬ関係であったことが窺える。好物は日本料理。
物語後半では、市ヶ谷駐屯地の地下施設に拘禁され、実験体、そしてアスカの慰み物にされるが、ジュンによって救出される。それまで以上に力を欲するベイツは、ギガイフェクトを起こすべくジュンと体を結ぼうと試みる。抵抗されるも、ギガレディーに変身しようとするジュンに肉体を呼応させることで、ギガイフェクトを起こすことに成功する。ところが理性を失い暴走、ジュンに戦いを挑むが、デビルビームを受けてビルの谷間に撃墜される。死は免れたが、片腕を失い、精神に変調をきたしてしまう。その後ゼノンと戦うレディーを救って戦死する。死の間際、彼女への愛を告げた。
なお、精神に変調をきたした後ジュンに再会した際、しきりに「ファイト」と言って決着を促すくだりは、中尾隆聖が『あしたのジョー』で演じたカーロス・リベラのパロディである。
ベイツデビルマン
ベイツがデビルマンに変身した姿。第1形態。頭部に牛のような巨大な角と自分の身長ほどもある長い金髪を持つ。
パワーだけならレディーを上回っている。しかし、自分の意思でギガイフェクトを起こせないばかりか、何の必殺技も持ち合わせておらず、さらには飛行能力もないなど、あらゆる面でレディーに劣っており、自在にギガイフェクトできるレディーをうらやましがっている。
ギガベイツ
ベイツデビルマンがギガイフェクトで巨大化した第2形態。ギガイフェクトが不完全なため、初変身では完全に理性を失い暴走した。
レディー同様に背中から巨大な翼を生やして自在に飛行することが可能になった。ただし、通常時と同様に必殺技などはまったく待ち合わせていない。2度目の変身の際には、自らこの姿に変身できた上に理性を保てるようになっていた。
前田 清（まえだ きよし）
声 - 山崎たくみ
アスカの秘書。HAのメンバーの中で、ジュンを人間として扱い、労わりや励ましの言葉をかける数少ない人物の一人。その感情はいつしか彼女への愛へと変わっていった。なお、湯浅のジュンへの想いにも気づいており、会うたびに牽制している。
物語終盤に、直接的な言葉ではないものの、ジュンに自らの想いを告げている。
戦闘に参加することはほとんどないが、イミテイルに対し大型ナイフ1本で勝利していることから、非常に高い格闘・戦闘能力を有していることが窺える。また、捜査/調査能力にも優れており、日本におけるビースト事件の真相に行きつく。アスカを止めるべく対峙するも、彼女に撃たれ、ジュンへの別れの言葉を口にしながら息絶える。
彼が初めてジュンに会った際、彼女を励ますためにかけた言葉「戦うべきは自分の運命」は、ある面で本作品のテーマであり、最終話ではジュン自身の決意として再び発せられることとなる。
瀬田 克美（せた かつみ）
声 - 石塚運昇
陸上自衛隊の参謀。市ヶ谷駐屯地にてジュンと対面する。
劇中目立った活躍はないが、常に落ち着いて状況を見ており、ビースト対策に関し急進的な山崎を諭したり、アスカの不穏な動きを察知して前田に忠告するなど、決して無能ではないことが窺える。しかし、アスカと米国の真意にはほとんど迫れないまま、対ビースト因子の抗体が切れたことでビースト化、山崎に殺害される。
山崎 正義（やまざき まさよし）
声 - 斉藤茂一
HA特務部隊長。ビーストを嫌悪しており、ジュンに対しても積極的に関わろうとする場面は少ない。
物語後半、ビーストが激増する一方でジュンがハンターとして機能しなくなると、ビーストやデビルマンに対する態度はより強硬になっていった。
物語終盤でビースト化した瀬田を殺害、米国の管理下に入った日本にも絶望し、自身もビーストになる前に自決する。
トッド・キムボール
声 - 郷里大輔
ワシントンのサミュエルソン研究所ラボの研究員。前田にアスカの秘密を教えた熊型デビルマン。ジュンを「デビルマンの希望」と呼ぶ。
前田を逃がすためにCIAの銃撃から彼を庇い死亡する。
HA隊員
声 - 加瀬康之、高瀬右光、細井治、菅原淳一、横尾博之、小上裕通他
HAの隊員たち。普段はジュンのビーストとの戦いをサポートしている。
大小の銃器や火炎放射器、戦闘車両や軍用ヘリコプターを駆使して戦闘を行うも、ビーストに殺されてしまうことも多い。服装は紺色の戦闘服を中心に、暗緑色の戦闘服、白の防疫服などがある。

#### その他の人間（アニメ版）
湯浅 辰也（ゆあさ たつや）
声 - 内田直哉
ジュンのマネージャー。ジュンの変化に気づき、心配している。
妻子のある身でありながら、いつしか彼女を愛するようになる。その想いは非常に強く、坂沢からのゆすりや前田からの忠告（実質脅し）に対しても、若干の動揺は見せつつも屈することはなかった。ビーストにより世界が混乱する中、妻と娘の疎開に同行せず、失踪したジュンを探す。その後、再会した彼女に愛を告げ、口唇を交わすも、デビルマンとしての運命を受け入れたジュンが彼との道を選ぶことはなかった。
湯浅 里実（ゆあさ さとみ）
声 - 藤貴子
湯浅の妻。夫との仲は冷めている。
夫が自分以外の誰かに心を奪われているのも感じ取っているが、実家への疎開の際には、駅でしばらく夫が来るのを待っており、その複雑な心境をのぞかせる。疎開先へ向かう特急内でメガワームに遭遇する。その後の生死は不明。
湯浅 真由（ゆあさ まゆ）
声 - 高野朱華
湯浅の娘。両親の不和に気づいており、心を痛めている。
坂沢 史郎（さかざわ しろう）
声 - 鈴木英一郎
ビーストを追い、ジュンの身辺を嗅ぎ回るルポライター。
妻の恵美子（声：高森奈緒）、娘のユリカ（声：最上莉奈）をビーストに殺害されており、滝浦夫妻、黒崎あおい、紺野ひとみ、それぞれの殺害とともに、ジュンにその嫌疑をかけている。復讐の鬼を自称し、ジュン宅にスパーゲルが獣化した際のビデオを送りつけたり、湯浅をゆすろうとするなど強硬な手段をとるが、一方で和美を気遣うなど根は善良である。
ジュンを追う中で、HAの妨害による交通事故で重傷を負うも、その手を緩めることはなかった。物語中盤で、ジュンは無実でありサトルこそが真の仇だと判明、彼を道連れに焼身自殺を図るも仕留めることはできず、ジュンに「和美を守ってやれ」と言い残して果てた。
和美の父
声 - 小室正幸
メガネをかけた恰幅の良い男性。
門限を設けるなどして娘に煙たがられており、先に風呂に入るのも嫌がられている。一方、娘が風呂に入っている間に彼女の部屋に入り、制服のスカートを手に取る描写があるが、直後にハーピーの襲撃を受けたため、その真意は不明。
和美の母
声 - 寺内よりえ
中肉中背の女性。
和美が小学生のころの運動会で足を挫いた際、和美を背負って帰宅したことがあり、和美はジュンに背負られた際に、その時のことを思い出した。レグイザモが放った蟲により、体内を喰われて死亡。
目と口から無数の寄生虫が飛び出るという最期は、本作品でも屈指のグロテスクな描写となっている。
ジュンの祖父
声 - 関根信昭
第7話のジュンの回想、第23話のジュンの夢の中で登場。
和装に銀髪、髭をたくわえており、穏やかな語り口で紳士然としている。藁ぶき屋根と囲炉裏のある、古風な家に住んでいる（ただし回想と夢の中なので、物語の時点で存命なのかなどは不明）ジュンは家族の中でひときわ祖父を慕っていたようで、夢の中で手作りの甘酒をねだっている。
ジュンの祖母
声 - 岡本嘉子
第19話に声のみ登場。電話をかけたジュンに、湯浅からの伝言を伝える。
園部 真名子
声 - 藤木聖子
第13話のみ登場。人気画家園部音也の義姉で、着物に身を包んだ中年の美女。
しかし裏では、自らの肉欲のために、ビースト化した義弟と餌となる女性たちを地下に監禁、義弟の体より分泌される媚薬効果の高い体液を愉しんでいた。餌を集めるため様々な手で女性を自宅へ誘い入れ、にもかかわらず「音也をたぶらかそうとしている」などと因縁をつけるなど、その性格は極めて狡猾、強欲かつ偏執的。なお、ジュンに対しては、自らと同じ“臭い”を感じた旨を発言している。
浅川 恵理
声 - 大原さやか
第17話のみ登場。市ヶ谷駐屯地に拘禁されたジュンの健康管理を担当することとなった若い看護師。
獣としての衝動に支配されたジュンに襲われる。
小倉 基子
声 - 鈴鹿千春
和美のマネージャー。
高校卒業後のモデルへの専念を打診したり、ジュンが行方不明となり行くあての無い和美を一時自宅に泊めるなど、目をかけている。一方、和美に両親の事件について質問したり、家に宿泊させてもらっていることを気に病む和美の前で恋人と電話で会話するなど、ややデリカシーに欠ける一面も。
ウメ
声 - 細井治
第19話のみ登場。いわゆるオネエ系メイクアップアーティストで、和美の友人。
和美を一時自宅に泊める。実家は自営業らしいが、店を継ぐ気はない。
美容師
声 - 加藤優子
第8話のみに登場。青山の美容室に勤める、ジュンの数少ない友人。
高瀬 壱郎
声 - 八戸優
第2話に登場。ジュンが出演するCMの撮影を行ったプロダクションの若手ADで、ジュンのファン。撮影終了後に彼女の元に弁当を届けに来るが、その際にデビルマンとしての記憶によって放心状態に陥ったジュンに突然、接吻を受ける。

#### デビルマン
千佳（ちか）
声 - 小林愛
デビルマンの一人。猫のような耳と尾が生えている。
ビーストとHAの戦闘が発生したクラブから、和美を救出する。愛読していた雑誌でモデルとして出ていた和美を覚えており、友人となる。人間から和美を庇ってビーストの姿に変身、射殺される。過去に、千佳と同じく猫のような尻尾が生えた友人を、自殺で失っている。
多香絵（たかえ）
声 - 高野直子
デビルマンの一人。
頭に羊のような角が生えている。千佳亡き後、少女たちのリーダー的存在となる。
収容所の中で猛と結ばれ、最終話で猛の子を宿していることが判明する。
実咲（みさき）
声 - 手塚ちはる
デビルマンの一人。
昆虫のような目を持ち、触角が生えており、危険感知能力が高い。
今日子（きょうこ）
声 - 小島幸子
デビルマンの一人。
腕に猿のような毛が生えている。他の少女と比較しやや幼い印象である。
真紀 猛（まき たけし）
声 - 田中亮一
正義感が強く、多香絵たちを助けるデビルマン。『デビルマン』の主人公・不動明のオマージュキャラ。
顔や髪型が、漫画版の明に酷似している。アニメ版『デビルマン』の主人公の企画当初の名が「真紀猛」であり、声も初代『デビルマン』で明を演じた田中亮一が担当している。このキャラクター造形は、旧作ファンへのサービスとしてはもちろん、制作陣へのセルフサービス的側面もあるようである。
デビルマン形態は、アニメ版漫画版それぞれのデビルマンの特徴を受け継いでおり、変身の際にはアニメ版の明と同じポーズをとった。また、変身を解くと変身の際に破れた服が元に戻っているなどのオマージュもある（ジュンやベイツなど、他のキャラは変身を解くと全裸になる）。ただし、戦闘能力はそれほど高くない。
アニメとしては比較的シリアスで、ともすると地味な外見の人物が多い本作品にあって、デザイン、キャラクターともに異彩を放っている。
千代子（ちよこ）
声 - こおろぎさとみ
祖父母と共に山村に住む少女。
一緒に暮らすようになったジュンを好きになり懐くようになり、ジュンの影響でデビルマンとなる。額に第3の目を持ち、サイコキネシスやテレパシーの能力を有する。
村を度々訪れるアメリカ兵に対するジュンの殺意を感じ取って、ジュンの代わりに彼らを殺害していくが、ジュンに人として生きてほしいと説得され、祖父母の許に戻る。
その能力は漫画版『デビルマン』におけるサイコジェニーを、名前はアニメ版『デビルマン』のチャコをモチーフとしている。

#### デビルビースト
本作品における敵勢力。デビルビーストやクルセイダーズという呼称や各ビーストの名称は設定のみで本編では一度も登場していない。

##### サトルとクルセイダーズ
サトル
声 - 小山茉美
デビルビーストの王というべき少年。
一見小学生程度の児童だが大人以上の高い知性とカリスマを持つ。
能力はチョウのような翅を背中に生やしての飛行、数cmの大きさのチョウへの変身、サイコキネシス、ハッキング、クルセイダーズとの合体と多彩である。サイコキネシスに関してはアスカをあと一歩のところまで追い詰めたほど（ただし、アスカが本気だったのかは不明）。
ジュンを裏切り者と呼び、たびたび付け狙う。ジュンを精神的に痛めつけるべく、彼女の心の支えである和美をよく利用していた。
最終決戦ではクルセイダーズと合体して、ゼノンとなるも敗北。元の姿に戻った後、ジュンの強さを褒めつつも「人が滅びずにすむには獣になるしかなかった」ことを告げて、砂となって崩れ落ちた。インフェルノに堕ちてきたジュンに対しては呪詛の言葉を告げる。
ゼノン
サトルとクルセイダーズが合体した姿。
サトルがメイン人格を務め、クルセイダーズの技や高い破壊力を持つ光弾を駆使する。
デビルマンレディーを圧倒するも突然現れたベイツの不意討ちで隙ができ、渾身のギガデインにより敗北する。
なお、ゼノンの意匠、サトルが頭部に融合すること、剣を持って戦うなどは『グレートマジンガー』のオマージュである。
比嘉 昇（ひが のぼる） / アンドラス
声 - 高田祐司
クルセイダーズの1人でワシ型のビースト。
炎を操る能力を持ち、激しやすい性格。リーダー格であるが劇中ではほとんど言葉を発していない。
霞 頂太（かすみ ちょうた） / マルファス
声 - 田中総一郎
クルセイダーズの1人でハゲワシ型のビースト。
電気を操る能力に加え、目から放つ眼光でビースト因子所有者の因子を活性化させる能力も持つ。元自衛隊員。
小暮 泉（こぐれ いずみ） / ナペリウス
声 - 香月弥生
クルセイダーズの1人でハクチョウ型のビースト。
氷を操る能力と第3の目で死んだビーストを蘇らせて操る能力を持つ。アスカの秘書に成りすました。
第20話で彼女が復活させたビーストは特撮作品の後半にて、復活怪人が登場することのパロディである。
北野 祐一（きたの ゆういち） / ストラス
声 - 佐々木望
クルセイダーズの1人でフクロウ型のビースト。
風を操る能力を持つ。元予備校生。
自らが惨殺し、部屋に放置した両親の遺体に語りかけたり、その死臭を「臭う」と言いつつ、その脇で趣味のプラモデル（マジンガーZ）作りをするなど、精神に異常をきたしていたところをサトルとクルセイダーズに誘われ、ビーストに覚醒した。

##### 各話登場ビースト
ウルヴァー
声 - 鈴木英一郎
HAに囚われていた男が変身したオオカミ型ビースト。初めてジュンが戦うビースト。
ジュンに敗れ一度活動を停止するも、復活しHA隊員を捕食、巨大化してギガレディーと戦う。その巨大化がギガイフェクトと呼べるものなのかは不明確だが、もしギガイフェクトによるものならば、その史上最初の発現個体ということになる。
カザール
昆虫類型ビースト。目のついたはさみと爪が武器。体をムカデのように伸ばすことも可能。
第20話でナペリウスの力により復活して再びジュンに襲いかかる。
レグザイモ
ネズミ型ビースト。百足のような蟲を操って和美の母親を殺す。背中の髑髏が不気味な声で笑う。
第20話でナペリウスの力により復活して再びジュンに襲いかかる。
ハーピー
声 - 唐沢潤
鳥類型ビースト。サトルの配下として暗躍する。
レグザイモと共に和美の家で和美の父親を殺害したほか、坂沢母子の事件の実行犯でもあることが示唆されている。また、第1話で窓からジュンの部屋を覗いている白い顔もこのハーピーであり、実は劇中最初に登場したデビルビーストである。
第20話でナペリウスの力により復活して再びジュンに襲いかかる。
肉食恐竜のように大きく裂けた口と真紅の目を持つ恐ろしい顔、それとはアンバランスな豊かな胸、そして何より語尾に「〜さ！」を付ける独特の口調が特徴。
その意匠や行動は、漫画版『デビルマン』のシレーヌがモチーフ。
織田 律子（おだ りつこ） / ジェルム
声 - 日野由利加
OLにして、植物型ビースト。
子孫を増やすために無差別に男性を取り込み、自身の質量を驚異的な速度で増大させる。
黒崎 あおい（くろさき あおい） / マーミガ
声 - 緒方恵美
22歳。スポーツジムで水泳のインストラクターをしている女性。サメ型ビースト。
ジュンの高校の同級生で数少ない親友だったが、あおいはジュンに恋愛感情を抱いており、プールのロッカールームでジュンに迫り、拒絶された過去を持つ。その際にジュンに突き飛ばされて腰を打ったことが、選手生命を短くした遠因であることが示唆されている。
ショートカットに健康的に焼けた肌、明るい若者言葉で、一見ボーイッシュで爽やかな美女然としているが、その裏に女性、そして何よりジュンへの淫らな渇望を潜ませる。
原作とは異なり、デビルマンノワールとなっての再登場はないが、たびたびジュンの回想や幻覚に登場し、彼女を苦しめることになる。
なお、マーミガの外見は『ウルトラマンティガ』に登場した「地中鮫ゲオザーク」に酷似しているが、デザインはいずれも丸山浩で、『ティガ』関連のスタッフが多いこともあってセルフパロディ的側面が強い。
紺野 ひとみ（こんの ひとみ） / フェイレース
声 - 皆口裕子
19歳。モデル事務所の「デルタ」に所属している女性。ネコ型ビースト。本人曰く「ジュンに憧れてモデルになった」とのこと。
長いダークブラウンの髪、大きく潤んだ瞳、長身でグラマラスな体形と、ジュンに似た特徴を持ち、湯浅によるとよくジュンと仕事が被るとのこと。モデルとしての魅力は十分にあるようで、劇中のオーディションでも最後までジュンと競ったようだが、最終的にはジュンが採用されている。実はそれまでも競合した案件の全てでジュンが採用されており、和美によると嫉妬から方々でジュンの悪口を言いふらしているとのこと。一方で、ジュンの写真をスクラップして写真集を作るなどいまだ憧れも強いことが窺えるが、その中には着替えなどの盗撮写真も含まれており、一見の健気さ、可憐さとは裏腹に、その想いは憎しみと淫欲で歪みきっている。また、ピンクと猫が好きなようで、服、アクセサリー、小物から壁紙に至るまで異常なほど徹底しており、偏執的な性格が色濃くにじみ出ている。
睡眠薬で眠らせたジュンの服を脱がせて縛り上げ、自身も全裸となって体を重ねるというその行為は、妖艶なシーンの多い本作品中でも屈指の淫猥さとなっている。
黒崎あおいと同じく、ジュンの回想や幻覚にたびたび登場し、彼女を苦しめることとなる。なお、黒崎あおいを中心とした第5話、紺野ひとみの第6話と、ジュンへの愛と欲望から狂気に堕ちた女性たちのエピソードとして連続しているが、平野監督によると、同性すら惑わせるジュンの魔性の魅力を強調するためのあえての構成だという。また、この2人の女性に限らず、和美からジュンへの想い、ジュンから和美への想いも変化が見えるシーンが盛り込まれており、作品前半の中でも重要な回となっている。
なお、外見のイメージは女優の三輪ひとみであるという。
エアリアル
腕が鎌になっているイタチ型のビースト。ギガイフェクトを起こす。
元は温かな家庭を持つ優しい人間だったが、覚醒後最初にその手にかけたのはその家族だったという。
スパーゲル
声 - 千葉一伸
スポーツキャスターが変身した、双頭の肉食恐竜型ビースト。
自らの変容を進化として誇り、獣化の様子をビデオ撮影し、マスコミ各社に送りつけた。HAによりそのビデオの放映は阻止されるも、スポーツキャスターとして出演した生放送中に自ら獣化し、世界で初めてビーストが公共放送で流れる状況を発生させた。
第20話でナペリウスの力により復活して再びジュンに襲いかかる。
アルゴス
声 - 大塚芳忠
遊園地の警備員が変身した、多数の眼球を持つビースト。眼球を飛ばして、のぞきや攻撃を行うことができる。
「眼フェチ」で、気に行った女性の眼をくり抜いて殺害していた。ジュンの眼を「最高の眼」と呼び、つけ狙う。
高島 レミ（たかしま レミ）/ フレイム
声 - 須藤祐実
千葉県市川市の団地に住む4歳の少女にして、炎のビースト。
自らや他の人物・物体の発火の他、サイコキネシスで物を自由に飛ばして攻撃することができる。
最期は、ジュンに母親（声 - 服部幸子）の面影を見ながら、灰になって崩れ落ちた。
立花（たちばな） / キルナー
声 - 藤本譲
スキャンダルのスケープゴートにされ百貨店を解雇された男が変身したカメレオン型ビースト。
元の勤務先の百貨店内に潜み、従業員を襲う。巨体ながら動きは俊敏で、かつ光学迷彩のように背景に溶け込むことができる。そのいきさつに同情したジュンに諭され平静を取り戻すも、アスカに銃撃され逆上、ギガイフェクトを起こしかけるが、軍用ヘリの銃撃により倒される。
フェイセズ
代々木公園に潜伏する、人間の顔を奪うビースト。ギガイフェクトを起こした。
漫画版『デビルマン』に登場した「ジンメン」がモチーフ。
園部 音也（そのべ おとや） / 蛇淫
声 - 宮本充
栃木県大谷に住む人気水彩画家が変身したビースト。
上半身は人間で意志はそのままだが、下半身全体が、巨大な男性器とも蛇ともつかぬ形状に変容しており、園部自身の意思に関係なく女性を襲う。女性の血を吸うことで分泌される体液は媚薬となる。
アギト
声 - 浜田賢二
坂沢に囚われていたアルコール依存症の浮浪者が変身した、巨大な口のビースト。
実はサトルがジュンを呼び寄せる為に放ったオトリ。
クラーン
タコ型ビースト。港にいた警官が変身した。
ガーディアン・クロウ
カラス型ビースト。
人間を使った「モズの早贄」のような行為で仲間を増やす。他のビーストと違い、同形の個体が複数いる。代表的な個体に「ノムラさん」と「ネヅさん」がいる。
タングロフ
サラリーマン風の男が変身した、ヒキガエル型ビースト。
上半身と下半身に顔がある。多くの人間を食べて驚異的な速度で大きくなり、ギガイフェクトなしでギガレディ並みの巨体に至る。
その意匠は、アニメ版『デビルマン』に登場する「バウウ」がモチーフ。
イミテイル
声 - 村井かずさ
ヤモリ型ビースト。他人に変身する能力を持ち、和美に化けてジュンを誘惑した。
前田にナイフ1本で倒される。
その意匠は、アニメ版『デビルマン』に登場する「イヤモン」がモチーフ。
メガワーム
霞（マルファス）に目をつけられた肥満の中年男性が変身した、ゲジ型ビースト。
湯浅母子が疎開のため利用した特急内に出現。
アスカの父
声 - 仲野裕
第20話の回想にて登場。日本人だが、存命時はアメリカのニュージャージーに在住。妻とともに白衣であることから、何らかの研究者、あるいは医療関係者であると推察される。世界最初のDBP発現例とされる。
自身のビースト化を「進化」として喜び、それを認めなかった妻（アスカの母）を殺害、それを知ったアスカに射殺される。

### 用語
デビルビースト
DBPにより、異形の獣と化した人間の総称。通称：ビースト。それぞれのビーストによって、外形、大きさ、肉体的強度、知能、能力、嗜好など、全てが異なる。
ビースト因子
DBP因子とも。デビルビーストやデビルマンが持つ因子。
視覚、嗅覚、触角などの知覚情報を媒介として、人間のRNA間で伝染する細胞内寄生因子であり、染色体に組み込まれ、宿主の形態に変化を与える。遺伝性はない。なお、ジュンと和美、千佳と自殺したかつての親友にビーストとしての形質の近似が発生しているが、それが憧れなどの心理面が影響してのものなのか、接した時間や距離などの物理面が影響しているのか、もしくは単なる偶然なのかは不明。
デビルビーストプログレス（DBP）
ビースト因子の活性化により、人間が異形の獣へと変身すること。通称：ビースト化。
アスカとサトルは、ともに「進化が止まって行き詰まった人類の次の段階」としているが、サトルがそれを「人類に残された希望」と呼ぶのに対し、アスカは「正統な進化であろう筈がなく、淘汰される」と逆の見方をしている。
物語後半にて、初めて確認されたDBPが、物語開始時から約4年前、アメリカ・ニュージャージーで起きたこと、DBP促進剤と抗DBP剤が極秘裏に開発、使用されていた事実が判明する。
デビルマン
身体はビーストに進化していながら、人間の精神を持つ者。
アスカ曰く「半端な進化しかしていない」。ただし、サトルやクルセイダーズのように、知性を保っていても自らの思想によって人間と敵対するものはビーストと呼ばれており、実質両者に明確な差異はなく、あくまでそれを呼ぶ者の主観に過ぎない。
ギガイフェクト
ビーストが、より強力になるべく巨大化すること。ベイツ曰く「必要ならば全てのビーストに可能」。
通常よりさらに凄まじい戦闘力を得るが、その分精神への影響も激しい。なお、ジェルムやタングロフのように、捕食することでギガイフェクトなしでも体を大きくするビーストも存在する。
ヒューマン・アライアンス（HA）
ビーストに対処すべく結成された国際組織。
アスカはその日本支部長を務める。自衛隊などを自由に動かすほどの権限を持つ。原作では「人類同盟」と呼ばれている。
サミュエルソン研究所
アメリカのシンクタンク。
元は化学兵器の研究機関であった。初めてDBPが発見されて以来、ビーストの研究に専念している。物語中盤で、米国NSAの管理下に入る。
オーキッド因子
アスカが世界で唯一持つ因子。
抗DBP剤の開発において重要な参考となったことが示唆されている。詳細は終盤で明かされる。
楽園
空中庭園とも。どちらにしろ劇中名称は登場していない。蒼天と草花が広がるのどかで美しい場所。
物語終盤、アスカの元へ向かうジュンが飛行中、気づくとそこに居た。アスカの力により出現したと思われるが、侵入方法も、どのような空間なのかも、一切不明。
インフェルノ
名称は『デビルマンレディー アニメーションメモワール』から。ジュンの夢や幻覚にたびたび登場する謎の空間。
空、大地ともに赤暗く、岩と瓦礫があるのみの荒廃した世界で、その名の通り地獄を思わせる。物語終盤にて実在したことが判明する。そこには、死んでいったビーストやデビルマンが肉塊の塔となっていた。しかし、そこがどのような世界で、どう現生と繋がっているのか、ジュンが復活後どうなったのかは、一切不明。

### その他
- 各話のサブタイトルは一貫して漢字1文字、OPテーマ後黒の背景に赤の明朝体で表示されるが、その位置は第1話の「獣」での画面右上にはじまり、第2話「血」で右下、第3話「翼」で左下、といったように、実は四隅を時計回りで回っている。ただし、最終話のみOP後前話のラストシーンを挟んでサブタイトルの「人」が画面中央に表示される。
- OPは当初アニメーションを検討していたが、納期が迫る中で苦肉の案として止め絵の組み合わせを試したところ、結果的に曲と作品の雰囲気にマッチし採用されたのだという[2]。

### スタッフ
- 原作 - 永井豪
- 企画協力 - 団龍彦、徳原八州、ダイナミック企画
- 監督 - 平野俊貴
- シリーズ構成 - 小中千昭
- キャラクターデザイン - 西岡忍
- ゲストキャラクターデザイン - 小林利充
- メカニックデザイン - 石野聡
- モンスターデザイン協力 - 丸山浩
- モンスターデザイン - 依田正彦
- 美術監督 - 古賀徹
- 色彩設計 - 中山久美子
- 撮影監督 - 池上元秋
- 音響監督 - 小林克良
- 音楽 - 渡辺俊幸
- プロデューサー - 尾崎穏通、諸冨洋史、堀尾裕樹
- アニメーション制作 - キョクイチ東京ムービー
- 製作 - デビルマンレディー製作委員会（毎日放送、ポリグラム、東京ムービー）[9]

### 主題歌
オープニングテーマ「デビルマンレディーメインテーマ」
作詞・作曲・編曲 - 渡辺俊幸 / 歌 - 東京混声合唱団
前期エンディングテーマ「REBIRTH 〜女神転生〜」（第1 - 17、25、26話）
作詞 - 三枝翔 / 作曲・編曲 - 山口一久 / 歌 - 田村ゆかり
後期エンディングテーマ「Lose Heart」（第18 - 24話）
作詞 - 有森聡美 / 作曲 - 山口一久 / 編曲 - 山口一久&LEGOLGEL / 歌 - LEGOLGEL
イメージソング「刹那の夢」
作詞 - 岩男潤子・松宮恭子 / 作曲 - 山本はるきち / 歌 - 岩男潤子
イメージソング「那由多の夢」
作詞 - 岩男潤子・松宮恭子 / 作曲 - 山本はるきち / 歌 - 岩男潤子

### 各話リスト
| 話数 | サブタイトル | 脚本         | 絵コンテ                | 演出           | 作画監督                | 放送日          |
| ---- | ------------ | ------------ | ----------------------- | -------------- | ----------------------- | --------------- |
| 1    | 獣           | 小中千昭     | 平野俊貴                | 平野俊貴       | 小林利充                | 1998年 10月10日 |
| 2    | 血           | 小中千昭     | 平野俊貴 元永慶太郎     | 元永慶太郎     | 小林利充 をがわいちろを | 10月17日        |
| 3    | 翼           | 小中千昭     | 榎本明広                | 榎本明広       | 中村あきら              | 10月24日        |
| 4    | 胚           | 小中千昭     | 牧野滋人                | 牧野滋人       | 小川夏美                | 10月31日        |
| 5    | 鮫           | 小中千昭     | 大庭秀昭                | 大庭秀昭       | 丸英男                  | 11月7日         |
| 6    | 猫           | 古怒田健志   | 横田和善                | 横田和善       | をがわいちろを          | 11月14日        |
| 7    | 霧           | 村井さだゆき | まついひとゆき          | まついひとゆき | 小林利充                | 11月21日        |
| 8    | 敵           | 小中千昭     | 高瀬節夫                | 高瀬節夫       | 苫政三                  | 11月28日        |
| 9    | 眼           | 村井さだゆき | 榎本明広                | まついひとゆき | をがわいちろを          | 12月5日         |
| 10   | 炎           | 古怒田健志   | 大庭秀昭                | 大庭秀昭       | 丸英男                  | 12月12日        |
| 11   | 箱           | 長谷川圭一   | まついひとゆき          | まついひとゆき | 丸山泰英                | 12月19日        |
| 12   | 顔           | 小中千昭     | 殿勝秀樹                | 殿勝秀樹       | 小林利充                | 1999年 1月9日   |
| 13   | 縄           | 村井さだゆき | 高瀬節夫                | 高瀬節夫       | をがわいちろを          | 1月16日         |
| 14   | 家           | 長谷川圭一   | まついひとゆき          | 太田博光       | 寺沢伸介                | 1月23日         |
| 15   | 鴉           | 古怒田健志   | 大庭秀昭                | 大庭秀昭       | 丸英男                  | 1月30日         |
| 16   | 聲           | 赤星政尚     | 下司泰弘                | 下司泰弘       | 山口永輔                | 2月6日          |
| 17   | 飢           | 長谷川圭一   | 殿勝秀樹                | 殿勝秀樹       | をがわいちろを          | 2月13日         |
| 18   | 軀           | 小中千昭     | まついひとゆき          | まついひとゆき | 小林利充                | 2月20日         |
| 19   | 枷           | 村井さだゆき | 高瀬節夫                | 太田博光       | 寺沢伸介                | 2月27日         |
| 20   | 骸           | 赤星政尚     | まついひとゆき          | 大庭秀昭       | 丸英男                  | 3月6日          |
| 21   | 印           | 古怒田健志   | 殿勝秀樹                | 高瀬節夫       | をがわいちろを          | 3月20日         |
| 22   | 願           | 長谷川圭一   | 下司泰弘                | 下司泰弘       | 柳沢テツヤ              | 4月10日         |
| 23   | 命           | 長谷川圭一   | 殿勝秀樹                | 殿勝秀樹       | をがわいちろを          | 4月17日         |
| 24   | 心           | 赤星政尚     | 大庭秀昭                | 大庭秀昭       | 丸英男                  | 4月24日         |
| 25   | 神           | 小中千昭     | まついひとゆき          | まついひとゆき | ところともかず          | 5月1日          |
| 26   | 人           | 小中千昭     | 平野俊貴 まついひとゆき | 平野俊貴       | 西岡忍 小林利充         | 5月8日          |

### 放送局
| 放送地域   | 放送局                      | 放送区分       |
| ---------- | --------------------------- | -------------- |
| 近畿広域圏 | 毎日放送 （製作委員会参加） | TBS系列        |
| 北海道     | 北海道放送                  | TBS系列        |
| 愛媛県     | あいテレビ                  | TBS系列        |
| 中京広域圏 | 中部日本放送※               | TBS系列        |
| 神奈川県   | TVKテレビ※                  | 独立UHF局      |
| 千葉県     | 千葉テレビ※                 | 独立UHF局      |
| 福岡県     | 福岡放送※                   | 日本テレビ系列 |
| 全国放送   | KIDS STATION                | CS放送         |

※は毎日放送での本放送終了後にネット開始。その他の局は週遅れネット。
| 毎日放送 アニメシャワー第1部 | 毎日放送 アニメシャワー第1部 | 毎日放送 アニメシャワー第1部 |
| 前番組                       | 番組名                       | 次番組                       |
| ---------------------------- | ---------------------------- | ---------------------------- |
| 銀河漂流バイファム13         | デビルマンレディー           | 逮捕しちゃうぞ Special       |

## 舞台化作品
「シン演劇・デビルマンレディー」として、東京ドームシティホールで2020年9月29日から10月7日まで、KAAT 神奈川芸術劇場で2020年10月28日から11月6日まで、COOL JAPAN PARK OSAKA WWホールで2020年11月11日から11月19日まで上演された。ジャパンアクションエンタープライズの俳優陣が総出演している。
- 公演期間
  - 東京：2020年9月29日 - 10月7日（東京ドームシティホール）
  - 横浜：2020年10月28日 - 11月6日（KAAT 神奈川芸術劇場）
  - 大阪：2020年11月11日 - 11月19日（COOL JAPAN PARK OSAKA WWホール）
- 出演：竹内康博、おぐらとしひろ、渡辺淳、佐渡山貴仁、藤田洋平、浅井宏輔、市川雅章、来夢、新田健太、永徳、松原凛、佐藤義夫、今井靖彦、相田真滉、寒川祥吾、宮川連、野尻優子、中野高志、藤田慧、橋本恵子、蔦宗正人、伊藤よしの、橋本征弥、宇佐美紗風、岡田ひかる、五味涼子、前田りょうが、石黒鉄二、岡田和也、村上渉夢、久田悠貴、五十嵐睦美、福田圭佑、豊田泰史、菅野慶太、寺本翔悟、高田将司、清家利一、酒井和真、本多剛幸、喜多川2tom、佃井皆美、高岩成二

## パチンコ
2012年3月7日、アニメの映画化にインスパイアされた「CRデビルマンレディFPW」というデビルマンレディのパチンコ機が発売された。